# Partit Comunista d'Eslovàquia
El Partit Comunista Eslovac (eslovac Komunistickà Strana Slovenska, KSS) és un partit polític d'Eslovàquia.

## Història
Fou fundat el 1992 després de la fusió de dos moviments fundats l'any anterior per elements ortodoxos del Partit Comunista de Txecoslovàquia oposats a la seva transformació en el Partit de la Esquerra Democràtica (SDL): el Partit Comunista d'Eslovàquia-91 i la Lliga Comunista d'Eslovàquia.
El Partit actual no va ser il·legalitzat, l'esmena de la llei eslovaca del 4 de novembre de 2020 va il·legalitzar només l'anterior Partit Comunista dels anys 1948-1989.
El KSS és membre observador del Partit de l'Esquerra Europea (PEE), tot i que en els darrers anys va decidir acostar-se més a la Iniciativa de Partits Comunistes i Obrers.
A les eleccions legislatives eslovaques de 2002, el KSS va rebre el 6% dels vots i va obtenir 11 escons al Consell Nacional, per primera vegada des de la seva creació. Però a les següents va obtenir només el 3,88% del vot popular i va perdre la seva representació parlamentària, fins a data d'avui que ha anat minvant els suports, també a nivell europeu (d'un 4.54% de 2004 al 0.62% de 2019) o local (de més d'un centenar de localitats de 2002 a només cinc el 2018).

## Resultats electorals

### Eleccions legislatives
| Any  | Líder               | Vots                | %                   | Escons              | +/-                 | Govern              |
| ---- | ------------------- | ------------------- | ------------------- | ------------------- | ------------------- | ------------------- |
| 1992 | Vladimír Ďaďo       | 23,349              | 0.76%               | 0 / 150             | Nou                 | Extraparlamentari   |
| 1994 | Vladimír Ďaďo       | 78,419              | 2.73%               | 0 / 150             | =                   | Extraparlamentari   |
| 1998 | Vladimír Ďaďo       | 94,015              | 2.79%               | 0 / 150             | =                   | Extraparlamentari   |
| 2002 | Jozef Ševc          | 181,872             | 6.33%               | 11 / 150            | 11                  | Oposició            |
| 2006 | Jozef Ševc          | 89,418              | 3.88%               | 0 / 150             | 11                  | Extraparlamentari   |
| 2010 | Jozef Hrdlička      | 21,104              | 0.83%               | 0 / 150             | =                   | Extraparlamentari   |
| 2012 | Jozef Hrdlička      | 18,583              | 0.72%               | 0 / 150             | =                   | Extraparlamentari   |
| 2016 | Jozef Hrdlička      | 16,278              | 0.62%               | 0 / 150             | =                   | Extraparlamentari   |
| 2020 | No es van presentar | No es van presentar | No es van presentar | No es van presentar | No es van presentar | No es van presentar |
| 2023 |                     | 9,867               | 0.33                | 0 / 150             |                     | Extraparlamentari   |

### Eleccions europees
| Any  | Líder                 | Vots   | %     | Escons | +/- |
| ---- | --------------------- | ------ | ----- | ------ | --- |
| 2004 | Jozef Ševc            | 31,908 | 4.54% | 0 / 14 | Nou |
| 2009 | Jozef Hrdlička        | 13,643 | 1.65% | 0 / 13 | =   |
| 2014 | Jozef Hrdlička        | 8,510  | 1.51% | 0 / 13 | =   |
| 2019 | En coalició amb VZDOR | 6,199  | 0.63% | 0 / 14 | =   |
| 2024 | Jozef Hrdlička        | 2,232  | 0.15% | 0 / 15 | =   |

## Caps del KSS
- 1992-1998 Vladimír Ďaďo
- 1998-2006 Jozef Ševc
- 2006 Vladimír Ďaďo
- 2006 - Jozef Hrdlička

## Vegeu més
- Partit de la Esquerra Democràtica
- Partit Comunista de Txecoslovàquia
- Iniciativa de Partits Comunistes i Obrers
- Partit de l'Esquerra Europea